# 柳雅夫
柳 雅夫（やなぎ まさお、1953年-　）は、日本の建築家。組織系建築設計事務所の久米設計で活動。主に病院建築を手がける。日本建築家協会関東甲信越支部建築セミナー実行委員会委員、支部教育文化事業委員会委員などを歴任。

## 略歴
- 1978年（昭和53年）、千葉大学工学部建築学科卒業
- 1980年（昭和55年）、千葉大学大学院工学研究科修士課程修了
- 1980年（昭和55年）、久米設計入社

## 代表作品
- とちぎ健康の森
- 栃木県総合リハビリテーションセンター
- 秋川ふれあいセンター
- 草加市立病院
- ちば県民保健予防財団ビル
- 公立昭和病院
- 浜松医科大学附属病院
- 沖縄赤十字病院